# San Antolín de Ibias
San Antolín de Ibias es una parroquia del concejo asturiano de Ibias, en España. Sabemos que existió un monasterio denominado San Antolín de Ibias de donde con toda probabilidad deriva la denominación de la villa y de toda la parroquia. San Antolín es un santo visigodo patrón de los cazadores (y tal vez protector frente a los animales). Probablemente la abundancia de fauna en la zona explica esta advocación.
La parroquia se sitúa en la parte noroccidental del concejo, limitando al norte con la de Marentes; al este con Seroiro; al sur con la parroquia de Cecos; y al oeste con la Sena.
Tiene una extensión de 22,05 km² y una población de 466 habitantes (INE 2009).

## Poblaciones
Según el nomenclátor de 2009, la parroquia comprende las poblaciones de:
- Caldevilla (aldea).
- Cuantas:

Aldea muy cercana a San Antolín. Se conservan en perfecto estado tres hórreos con cubierta de paja de centeno, como testimonio de la arquitectura autóctona tradicional. Están teitados 'a paleta', rematados en cono y con la protección final de un puchero o un balde.
- Ferreira (aldea).
- Folgoso (aldea).
- Linares:

Aldea al suroeste de la parroquia de San Antolín, cerca del río Linares. Conserva como manifestación de arquitectura popular autóctona dos interesantes hórreos uno de los cuales ha sustituido el teito —techumbre de paja— por la moderna chapa. El otro tiene todavía su cubierta de paja de centeno hecha con la técnica a paleta. Los pegoyos —pequeños soportes sobre los que se sustenta el hórreo— son lo suficientemente altos como para dejar un amplio espacio entre el suelo y el piso, lo que permite guardar los aperos y alguna máquina. Las paredes son de madera de roble en las que se abren unos pequeños huecos para ventilación. El techo se remata en forma de cono sobre el que se ha depositado un cubo para mayor protección de la paja.
- Montillo (casería).
- Peneda:

Aldea situada en la zona de la sierra de Busto, al noroeste del concejo. Como testimonio de la arquitectura popular autóctona se conserva en buen estado un pequeño hórreo teitado con paja de centeno y técnica de a beu. El ápice se corona con un viejo pote agujereado. 
- Piñeira (aldea).
- San Antolín (villa), capital del concejo de Ibias.